# エレノア・M・ハドレー
エレノア・M・ハドレー（Elenor M. Hadley）（1916年7月17日〜2007年6月1日）は米国の女性経済学者で役人。日本の財閥解体で中心的な役割を果たし、「財閥解体の美女」と呼ばれた。

## 生い立ち
シアトルで生まれる。ミルズ大学に入学すると、1936年に日米学生会議に参加するため訪日、1938年にミルズ大学を卒業し、1938年から1940年に日本に留学して日本語を学ぶ傍ら、自由学園や津田英語塾で教鞭をとった。1940年と翌年はワシントン大学で日本語講座などを受講し、1941年にラドクリフ大学の経済学博士課程に入学した。1943年にラドクリフ大学（ハーバード大学）で博士課程の試験を終了してからOSSに就職したが、国務省に出向した。

## 財閥解体の政策立案
1944年に米国国務省第一経済局の一人として、日本降伏後に財閥を扱う政策立案に携わった。国務省キャリアの日本デスク担当官は、財閥は米国の友人と考えていたが、財閥の資本が戦争で二倍になった事実は財閥が軍部に協力した証拠だと、ハドレーが主張したので、ニューディーラーの経済学者が中心だった経済局は、財閥は軍部の共犯者だと考えた。また、財閥は本質的に民主主義と相容れないとハドレーは考えていた。 ハドレーが属した経済局の国際商取引慣行課は総勢８人で、日本の専門家はハドレーただ一人だったが、この国際商取引慣行課が財閥に関する占領政策案を起草した。1945年に国務省・陸軍省・海軍省の調整委員会SWINCCが発足すると、ハドレーはその中の経済部に所属して、占領政策の方針としてマッカーサーに与えられる基本指令の制作に携わった。それは、日本の生活水準が、戦争で被害を受けたアジアの国々より上になるのを認めないという原則に基づいていた。

## 財閥解体の現場で活躍
1946年4月にGHQ（正式名称はSCAP）の一員として東京に赴任すると、 一部の持株会社を解体するという、マッカーサーとGHQの財閥解体計画は、本国政府の基本指令に忠実でないと主張して、もっと徹底的な解体計画に変更させた。GHQ諜報部のチャールズ・ウィロビー少将は、ハドレーの財閥解体方針に反対したが、マッカーサーはハドレーと本国政府の方針に従った。後に共産主義の脅威が大きくなって、米国が日本を同盟国として扱うようになる時まで、この方針は維持された。GHQでは民生局に所属したが、財閥解体を管轄する経済科学局が解体に消極的だったので、民生局のハドレーが財界の公職追放（経済パージ）に携わり、1535人を財閥の会社から追放した。このように大規模な公職追放は日本経済の回復を遅らせると考える者がGHQや本国政府におり、財閥解体主義者のコーウィン・エドワーズですら反対だったが、ハドレーはそのような意見を強烈に否定した。さらに、独占禁止法と公正取引委員会の設立に関わり、「財閥解体の美女」として日本で有名になった。財閥はGHQの幹部を芸者で接待して懐柔しようと試みたが、女性のハドレーには通用しないので、赤いバラの花束と『住友家法』を贈った。「GHQのエレノア・ハドレー女史直々の命令」という表現からうかがえるように、日本側はハドレーを非常に怖れた。ハドレーは自ら財閥本社に乗込んで調査したので、日本側は財閥解体と独占禁止法はハドレーの意向によるものと考え、「狂信的」で、財閥に対して「厳格で過酷に近い」美人と見做したが、特に三井財閥と住友財閥がハドレーを嫌った。吉田茂首相は、もしハドレーの財閥解体が厳密に実行されていたら日本経済は大混乱に陥っただろうと記している。1947年の秋に、博士課程の勉強を再開するために、日本を去って帰国した。

## 財閥解体に逆風
1947年の12月にGHQの経済力集中排除法の内容が米国で報道されると、マスコミや陸軍次官ウィリアム・ヘンリー・ドレイパー・ジュニア少将やウィリアム・ファイフ・ノーランド上院議員が、この法律や財閥解体・農地改革・資本課税その他を含めた改革全体が共産主義的だとしてマッカーサーを批判した。その批判に応えて新たに設立されたDRB集中排除審査委員会は、この排除法を骨抜きにした。ハドレーは既にGHQを去っていたが、『ハーバード・ビジネス・レビュー』の論文で、財閥解体は日本経済の長期的発展を促すとして改革の正当性を喧嘩腰で主張した。ユージン・ドゥーマンは既に国務省を引退していたが、この内容が共産主義的だと考えて、この論文の掲載を妨害しようとした。1951年にマッカーサーが解任されると、財閥解体は後戻りした。

## 公職追放と復帰
GHQの諜報担当チャールズ・ウィロビー少将は、財閥解体が日本を弱体化すると考え、GHQ内部に共産主義の陰謀があると信じ、本国政府にハドレーを危険人物として報告した。その結果ブラックリストに記載され、帰国後は公職から追放されて米国政府で働くことができなくなった。三井財閥幹部がウィロビー少将を支援してハドレーを排除したのだと、当時三井物産取締役でGHQ対策担当の藤沢久が後に証言した。1949年6月にハーバード大学で博士号を取得してから、CIAに誘われて応募したが、ブラックリストに載っていたので拒否された。ハドレーは米国にいた妻から頼まれて、東京のGHQに勤務していた夫フィリップ・キーニーに小包を届けた事があったが、その夫婦がソ連に亡命しようとした為に、1949年秋にFBIから身辺調査を受けた。1956年から1965年までスミス大学で教鞭をとったが、その間1962年に日本フルブライト研究奨学金を得て来日し、『日本財閥の解体と再編成』の為の研究に従事した。1966年にヘンリー・M・ジャクソン上院議員とコートニー・ホイットニー少将の援助でFBIの審査に合格して、公職追放が解除されて名誉回復し行政職に復帰できるようになった。1966年から1974年までアメリカ関税委員会に勤務した。その間1970年に『日本財閥の解体と再編成』を出版した。1974年から日本経済の専門家としてGAO（アメリカ会計検査院）で働いた。1972年から1984年には役所勤めと同時にジョージ・ワシントン大学の夜学でも教鞭をとった。日本の高度経済成長の原因は、日本政府が米国の助言を無視して、金融刺激を使用し、経済発展を指導したせいだと考えた。1984年退官してシアトルに戻る。1986年から1989年にワシントン大学ジャクソン国際研究所で講師を務める。2007年６月１日にシアトルで死去、享年90。

## 評価
ハドレーの財閥解体が日本経済に与えた影響に関しては、様々な評価がある。

## 家族
- 父ホーマー・モア・ハドレーは世界初のコンクリート浮橋を考案した。1993年に建築されたホーマー・M・ハドレー記念橋（英語）はこの父にちなんで命名された。[45]
- 母マーガレットは1911年に60歳でワシントン大学の幼児教育修士号を取得してから、幼稚園の園長になった。[45]
- 弟リチャードは建築会社を経営した。[46]

## 賞歴・栄典
- 1986年に日本政府から勲三等瑞宝章を授与された。[20][47]
- アジア研究協会 （AAS）、1997年アジア研究への顕著な貢献に対する賞[48]

## 著作
```
Hadley, Eleanor. "Trust Busting in Japan." 
Harvard Business Review
, July 1948, pp.425-440.
```

```
    -----       "Concentrated Business Power in Japan" 1949. ラドクリフ大学博士号取得の前段階の論文
    -----       "Japan: Competition or Private Collectivism?" 
Far Eastern Survey
 18, no.25 (December 14, 1949): pp.289-294.
    -----       
Antitrust in Japan
. Princeton, N.J.: Princeton University Press, 1970.
              （和訳　エレノア・ハドレー著、小原敬士・有賀美智子監訳『日本財閥の解体と再編成』東洋経済新報社、1973年。）
[
49
]

    -----       
Memoir of a Trustbuster
, Honolulu, 2003.
[
50
]

              （和訳　エレノア・M・ハドレー、パトリシア・へーガン・クワヤマ著、ロバート・アラン・フェルドマン監訳、田代やす子訳『財閥解体』東洋経済新報社、2004年。）
[
51
]
```